# Pusztai hantmadár
A pusztai hantmadár (Oenanthe isabellina)  a madarak osztályának verébalakúak (Passeriformes) rendjébe és a légykapófélék (Muscicapidae) családjába tartozó faj.

## Rendszerezése
A fajt Coenraad Jacob Temminck holland zoológus írta le 1829-ben, a Saxicola nembe Saxicola isabellina néven.

## Előfordulása
Elterjedési területébe beletartozik Dél-Európa, Közép-Kelet északi és középső része, Közép-Ázsia. Télen Kelet és Közép-Afrika, és a Közép-Kelettől Indiáig.
Sík vidékek madara, általában elkerüli a köves, sziklás területeket. Lapályokat és platókat választ szaporodó helyéül, meleg éghajlaton akár 3500m tengerszint fölötti magasságig. Szereti a nyílt területeket, ahol elszórtan bokrok, bozótok találhatók, esetleg nagy sziklák, agyagos, poros, homokos talajon. Sűrű füvű folyópartokon is találkozhatunk vele. Szereti a füves sztyeppeket, a sivatagok köves- füves átmeneti zónáit, a száraz síkságokat és füves lejtőket. Vándorlása során kertekben, művelt területeken szintén találkozhatunk vele. Vonuló faj.

### Kárpát-medencei előfordulása
Magyarországon a pusztai hantmadár (Oenanthe isabellina) (Barkóczi et al., 2001) ritkán fordul elő, alkalmi vendég csupán. Az MME NB 2000-ben fogadta el hazai madaraink névjegyzékébe az ázsiai pettyeslilével (Pluvialis fulva) (Pellinger & Mogyorósi, 2001), és a vastagcsőrű füzikével (Phylloscopus schwarzi) (Szilágyi, 2001) egyszerre.

## Megjelenése
Testhossza 17 centiméter, szárnyfesztávolsága 27–31 centiméter, testtömege 21–33 gramm.  A legnagyobb testű hantmadárféle a Nyugat-Palearktikumban. Jellegzetességei a hosszú, erős csőr, egyenletesen domború fej, meglehetősen hosszú, nyúlánk test, melyet gyakran függőlegesen kihúzva tart, nagy szárnyak, erős, hosszú lábak és a széles farok. Feltűnő a világos szemöldöksáv.
A többi hantmadár tojóival összehasonlítva a faj tojójának színezete kevésbé kontrasztos, felülről általában halvány barna, míg a hasi oldala fehéres. A hím színei erőteljesebbek, fekete szemsávja és sötétebb szárnyai vannak, hasa tört fehér, a farkán fordított "T" betű alakú fekete terület látható. Röptében láthatóvá válik a szárnyai alatt található halvány terület. Csőrük, lábaik és lábszáruk sötét, feketés. A két nem hasonlít egymáshoz.
A fiatalok hasonlóak a fiatal felnőttekhez, de a hátuk halvány alapon sötéten pettyezett, és szürkés mintázat figyelhető meg torkuknál, szárnyaikon és mellükön.
A pusztai hantmadár azonosítása problémákat okozhat, mert tollazatuk nagyon hasonlít északi rokonaikéhoz, különösen az először telelő fiatal felnőttekéhez. Olyan különbségeket szoktak említeni, mint a tollak csúcsainak halványabb színezete és egyöntetűbb szürkésbarna közbülső részének kontrasztja a sötét tollszárral, valamint a halvány szemöldökív, ami a szem előtt élénkebb, ezért jobban kihangsúlyozza a szemtől a csőrig futó feltűnő fekete szemsávot. A legmegbízhatóbb megkülönböztető jel a farok fekete foltja. A T folt függőleges szára alig látható a folt kiterjedése miatt. Ám ezek a jelek csalókák lehetnek, ezért a legbiztosabb méret és alak alapján megkülönböztetni az állatokat. Testük zömökebb, fejük és csőrük nagyobb, farkuk rövidebb, lábaik hosszabbak – köpcösebb alakjuk alapján könnyű még távolról is felismerni őket.
|  |

## Hangja
A tipikus repertoár éles, orrhangú „csíp” és füttyögő „vít-vit” hangokat tartalmaz. Daluk gazdagabb, változatosabb és sokkal hosszabb, mint a többi hantmadáré, sok benne az éles füttyszó, erős hangok és sok az utánzás.

## Életmódja
A talajon tartózkodva jellemzően neki-neki iramodik. A futva megtett távok között mindig szüneteket tart, ekkor jellegzetesen kihúzza testét. Futva üldözi zsákmányát, csőre segítségével a földön gerinctelenek után kutat, a hangyákat és bogarakat különösen kedveli. Kereshet magaslatot, ahonnan zsákmányra les, majd onnan csap le rá és még a földön elfogyasztja, mielőtt visszaszállna ugyanarra, vagy egy másik ágra. Táplálkozás közben szárnyait és farkát idegesen mozgatja.

## Szaporodása

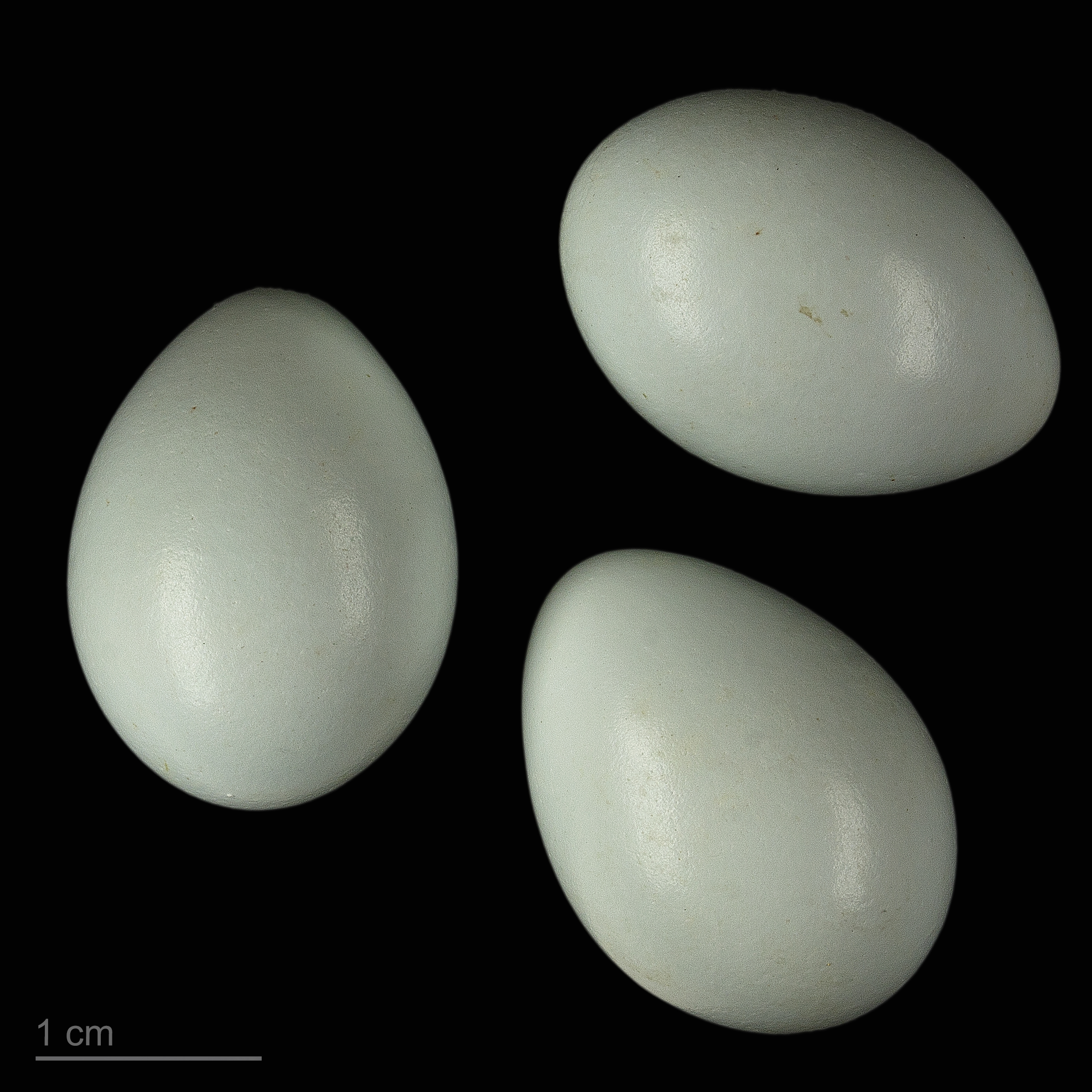
Oenanthe isabellina

Párzáskor gyakran megfigyelhető, hogy nászrepülés közben egyszerre vitorlázik és énekel. Fészküket rendszerint vagy rágcsálók vájta, megürült járatokba, üregekbe, vagy természetes üregekbe, sziklarepedésekbe rakják. Viszonylag nagy, csészeforma fészkük van száraz fűből, gyökerekből és szőrből, szőrrel, tollakkal, esetleg gyapjúval bélelve.
Öt-hat sima, fényes tojást raknak, tojásaik halványkékek, néha pirosas pöttyökkel. Csak a tojó kotlik – körülbelül 12 napig.

## Természetvédelmi helyzete
Az elterjedési területe rendkívül nagy, egyedszáma pedig stabil. A Természetvédelmi Világszövetség Vörös listáján nem fenyegetett fajként szerepel. Leggyakoribb Törökországban, Görögországban és Bulgáriában, Európában összesen 400-1400 pár található. Magyarországon védett, természetvédelmi értéke 25 000 Forint.